# Mickael Olejnik
Pour les articles homonymes, voir Olejnik.
Mickael Olejnik, né le 9 mai 1980 à Bydgoszcz, est un coureur cycliste polonais. Son frère Tomasz est également coureur cycliste.

## Biographie
En proie à des difficultés financières, l'USSA Pavilly Barentin le libère de son contrat à la fin de l'année 2015.

## Palmarès
- 1999
  - 3e des Deux Jours cyclistes de Machecoul
- 2000
  - Redon-Redon
  - Prix de la Saint-Laurent Espoirs
  - 2e du Tour de l'Oudon
  - 2e du Grand Prix Michel-Lair
  - 2e de Paris-Chauny
  - 3e du Grand Prix de Vougy
  - 3e de Paris-Vailly
  - 3e du Tour de Seine-et-Marne
  - 3e du Grand Prix de Blangy-sur-Bresle
- 2010
  - 2e du Grand Prix de Beuvry-la-Forêt
- 2011
  - Grand Prix de Bavay
  - 2e du Grand Prix de Beuvry-la-Forêt
  - 2e de Paris-Chauny
  - 2e du Prix de la Saint-Laurent
  - 2e de la Classique de l'Eure
  - 2e du Tour de Dordogne
  - 2e de la Ronde mayennaise
  - 3e du Circuit du Morbihan
  - 3e du Circuit des Remparts
- 2012
  - Grand Prix Gilbert Bousquet
- 2013
  - Grand Prix d'Automne
  - Souvenir Louison-Bobet
  - Grand Prix Christian Fenioux
  - Trophée des champions
  - Circuit du Morbihan
  - À travers la Sarthe
  - 3e du Grand Prix du Muguet Iwuy
  - 3e du Grand Prix des Marbriers
  - 3e du Grand Prix d'Eu
- 2014
  - Circuit du Morbihan
  - 2eb étape du Tour des Deux-Sèvres
  - 2e des Boucles de l'Austreberthe
  - 2e du Grand Prix de Bavay
  - 3e de Paris-Évreux
  - 3e du Grand Prix de Plouay amateurs
- 2015
  - 2e du Grand Prix de Saint-Hilaire-du-Harcouët

## Classements mondiaux
| Année           | 2011 | 2012   | 2013 |
| --------------- | ---- | ------ | ---- |
| UCI Europe Tour | 717e | 1 022e | 395e |